# Козо Ташима
Козо Ташима (на японски: 田嶋 幸三) е японски футболист.

## Национален отбор
Записал е и 7 мача за националния отбор на Япония.
| Япония | Япония | Япония |
| Година | Мачове | Голове |
| ------ | ------ | ------ |
| 1979   | 4      | 0      |
| 1980   | 3      | 1      |
| Общо   | 7      | 1      |